# Lucius Duvius Avitus
Lucius Duvius Avitus war ein römischer Senator in der Regierungszeit Kaiser Neros.

## Leben
Avitus stammte vermutlich aus Vasio Vocontiorum. Seine Karriere umfasste die Praetur, eine Legation in Gallia Aquitania um 54, das Suffektkonsulat Ende 56 zusammen mit Publius Clodius Thrasea Paetus sowie das Augurat.
Als Legat in Germania inferior folgte er im Jahr 57 Pompeius Paulinus. Avitus entwickelte ähnlich wie seine Vorgänger eine energische militärische Tätigkeit, als ein Teil der freien Friesen versuchte, einen unbewohnten, nur für militärische Zwecke genutzten Landstreifen rechts des Rheins zu besiedeln. Mit seiner Reiterei zwang er sie, das Gebiet zu verlassen, nachdem ihre Anführer Verritus und Malorix vergeblich bei Kaiser Nero in Rom um die Erlaubnis zum Bleiben gebeten hatten. Kurz darauf besetzten die Ampsivarier, von den Chauken verdrängt, dasselbe Gebiet. Auch diesmal lehnte Avitus eine Intervention, nämlich die des Boiocalus, ab. Daraufhin warben die Ampsivarier für einen großen Bund gegen die Römer, sodass auch der obergermanische Legat Titus Curtilius Mancia zur gemeinsamen Aktion herangezogen wurde. Während Mancia den Rhein weiter aufwärts überschritt, um die Ampsivarier von hinten anzugreifen, rückte Avitus schnell bei den Tenkterern und Brukterern ein und zwang sie durch die Drohung völliger Ausrottung, die Ampsivarier ihrem Schicksal zu überlassen. Aus dem von Avitus besetzten Gebiet vertrieben, wurden die Ampsivarier in der Folge fast vollständig vernichtet.  In die Zeit seines Kommandos fällt vermutlich auch ein Heide- oder Waldbrand, der die Umgebung von Köln einäscherte.